# Sybra benjamini
Sybra benjamini là một loài bọ cánh cứng trong họ Cerambycidae.